# Đồng bằng Saloum
Đồng bằng Saloum hay Đồng bằng Sine-Saloum là một đồng bằng nằm ở cửa sông Saloum, đổ vào Bắc Đại Tây Dương, thuộc Senegal. Với diện tích 180.000 hecta, vùng đồng bằng này trải dài 72,5 km đường bờ biển và sâu 35 km vào đất liền.
Năm 2011, một phần của đồng bằng này có diện tích 145.811 ha được UNESCO công nhận là di sản thế giới. Khu vực này chứa các kênh nước lợ với hơn 200 đảo và đảo nhỏ, rừng ngập mặn, môi trường biển Đại Tây Dương và rừng khô. Một phần của đồng bằng này được bảo vệ trong khu vực Vườn quốc gia Đồng bằng Saloum có diện tích 76.000 hecta.
Đây là nơi sinh trưởng và trú đông của nhiều loài chim hoang dã, trong đó có Nhàn hoàng gia, Hồng hạc lớn, Cò thìa Á Âu, Dẽ mỏ cong, Dẽ khoang. Ngoài việc là nơi sinh sản cho nhiều loài chim, vùng đồng bằng còn là nơi có 218 gò vỏ động vật cùng các cổ vật được khai quật tại 28 khu chôn cất đã cung cấp cái nhìn sâu sắc quan trọng về lịch sử chiếm đóng của con người trong khu vực.